# Islas de la Sociedad
Las islas de la Sociedad (en francés: Îles de la Société o Archipel de la Société; en Tahitiano: Tōtaiete mā o te fenua Tōtaiete mā) forman un archipiélago en el Pacífico Sur, administrativamente parte de la Polinesia Francesa. Las islas se convirtieron en protectorado francés en 1843 y en colonia en 1880. Tiene una población de 242 726 habitantes en 2017, cubriendo una superficie de unos 1593 km².
No existía un nombre tahitiano para el archipiélago pero ahora se utiliza la transcripción fonética Tōtaiete a partir del nombre inglés Society.

## Historia

### Datación de la colonización
Se entiende que los primeros polinesios llegaron a estas islas alrededor del año 1000 d. C.

### Mito sobre su origen
Los isleños explican sus orígenes en términos de un mito. El dios emplumado Ta'aroa yacía en su caparazón. Llamó pero nadie le respondió, así que volvió a meterse en su caparazón, donde permaneció durante eones. Cuando salió, transformó su cuerpo en la cúpula multicapa del cielo. Otras partes de su cuerpo las transformó en Papa-fenua, la tierra. Otras partes las convirtió en Te Tuma, el ata o sombra de su falo. Ta'aroa dijo: "Pon tus ojos en mi falo. Míralo e introdúcelo en la tierra". Bajó a la tierra en "Opoa en Havai'i" (ahora Ra'iatea), uno de los lugares más sagrados de las Islas de la Sociedad. Se crearon otros dioses, y éstos se dirigieron directamente al tiempo del pueblo. Los altos jefes o ari'i rahi eran descendientes de los dioses, calculados desde hace cuarenta generaciones. En su presencia, los plebeyos mostraban respeto desnudándose hasta la cintura. Los altos jefes erigían marae como lugares de culto.
En las generaciones anteriores a la llegada de los europeos, se desarrolló un culto llamado 'Oro-maro-'ura: el culto de la faja de plumas rojas. Ésta se convirtió en un símbolo tangible del poder del jefe. Los principales seguidores del culto al 'Oro eran los 'arioi, que vivían separados de la gente común. Llevaban flores perfumadas y se adornaban con aromas y telas teñidas de escarlata. La cabeza de cada grupo de 'arioi estaba fuertemente tatuada desde el tobillo hasta el muslo y se conocía como pata negra. Los pata negra, tanto hombres como mujeres, eran un grupo privilegiado, pero tenían prohibido tener hijos. Todos sus bebés eran asesinados al nacer. 
Recibían y daban lujosos regalos. Tenían una amplia gama de habilidades artísticas y podían ser sacerdotes, navegantes y especialistas en sabiduría. Sólo los hombres o mujeres de buen aspecto podían convertirse en 'arioi. Desempeñaban un papel crucial en las ceremonias relacionadas con el nacimiento, la muerte y el matrimonio.

### Exploración y Colonización Europea
El neerlandés Jacob Roggeveen, en 1722, fue el primer europeo en alcanzar una isla de este archipiélago, la pequeña Maupiti. Después, Samuel Wallis, en 1767, descubrió Tahití. El francés Louis Antoine de Bougainville, en 1768, llamó al archipiélago "islas Borbón" en honor a la familia real francesa. El inglés James Cook, en 1767, la llamó Society Islands en honor a la Royal Society de Londres, organizadora del viaje.
Entre 1772 y 1775, el virrey del Perú, el español Manuel Amat y Juniet, organizó tres expediciones a las islas de la Sociedad. Teniendo noticia de la expedición de James Cook y ante el temor de una colonización británica de la isla, ordenó una primera expedición al mando del marino español Domingo de Bonechea, con Tomás Gayangos de ayudante, a bordo de la fragata "Águila". En la segunda expedición (1774-1775), Domingo de Bonechea y José Andía y Varela, a bordo de los barcos "Águila" y "Júpiter", reconocieron o descubrieron una docena de islas entre los archipiélagos de Tuamotu y de las Islas Australes, y establecieron una misión en Tahití, que solo duro un par de años. En esta expedición murió Domingo de Bonechea, cuya salud estaba debilitada.
Los nombres españoles utilizados para las islas durante esta época fueron:
- San Cristóbal: Mehetia.
- Amat: Tahití.
- Santo Domingo: Moorea.
- La Pelada: Maiao.
- Los Tres Hermanos: Tetiaroa.
- La Hermosa: Huahine.
- San Pedro: Bora Bora.
- La Princesa: Raiatea.
- San Antonio: Maupiti.
- Pájaros: Scilly.

Las islas se convirtieron en protectorado francés en 1843 y en colonia en 1880 con el nombre de Establecimientos Franceses de Oceanía (EFO).

## Geografía

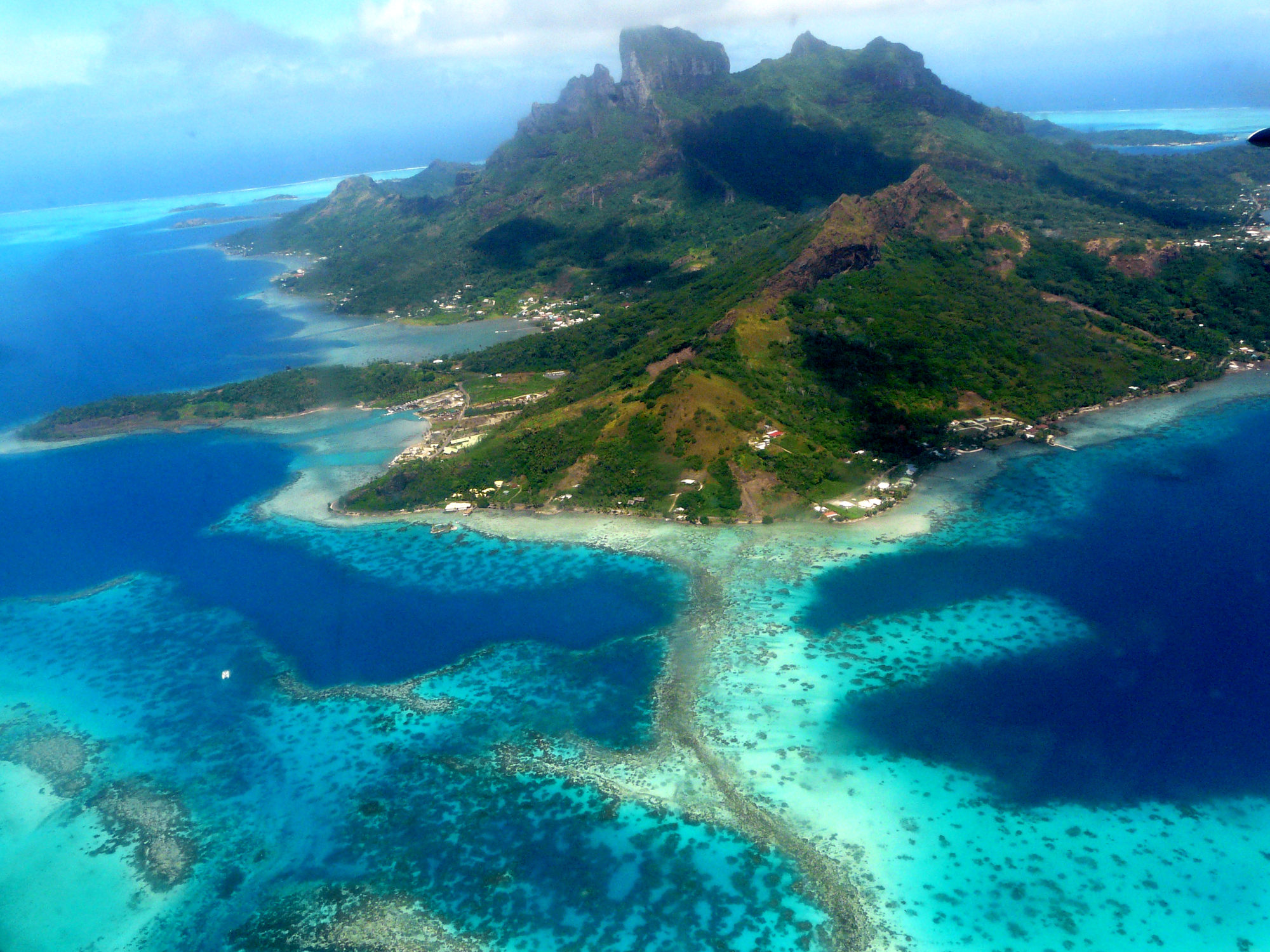
Bora Bora, Islas de la Sociedad

Las islas están divididas, geográficamente y administrativamente, en dos grupos. De este a oeste son:
- Islas de Barlovento (Îles du-Vent) con 1195 km²:
  - Mehetia
  - Tahití, donde está Papeete, la capital.
  - Moorea
  - Maiao
  - Tetiaroa
- Islas de Sotavento (Îles Sous-le-Vent) con 395 km²:
  - Huahine
  - Raiatea
  - Tahaa, comparte la misma corona de coral con Raiatea.
  - Bora Bora
  - Tupai (Motu Iti)
  - Maupiti
  - Maupihaa (Mopelia)
  - Manuae (Scilly)
  - Motu One (Bellinghausen)

Las Islas de la Sociedad son un archipiélago tropical del Mar del Sur de origen volcánico. Con una superficie de 1593 kilómetros cuadrados, representan el más importante económicamente de los cinco archipiélagos de la Polinesia Francesa. El punto más alto es el Monte Orohena, que alcanza 2241 metros, localizado en la isla de Tahití.

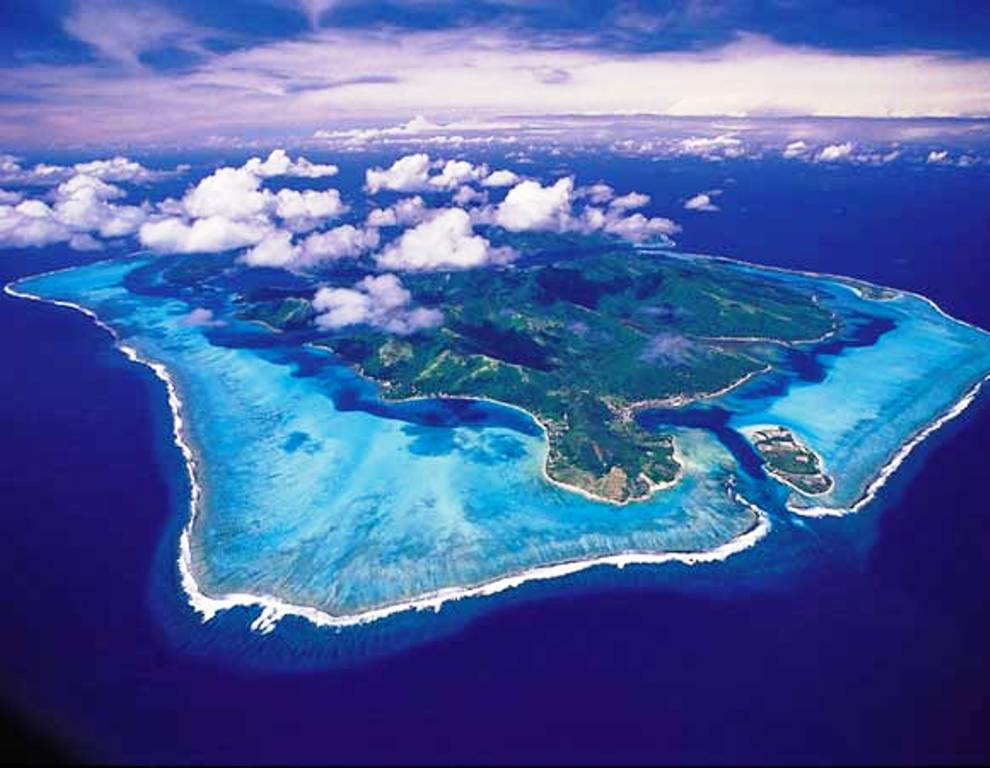
Huahine, Islas de la Sociedad

La población de las islas se concentra en las regiones costeras y se vuelve cada vez más escasa hacia el centro montañoso de las islas. La isla principal de Tahití (Îles du Vent), donde vive el 50 % de los habitantes, alberga también la capital de la Polinesia Francesa, la ciudad de Papeete.

### Geología
El archipiélago de la Sociedad es una cadena volcánica de puntos calientes formada por diez islas y atolones. La cadena está orientada en dirección N. 65° O., paralela al movimiento de la placa del Pacífico. Debido al movimiento de la placa sobre el punto caliente de la Sociedad, la edad de las islas disminuye de 5 Ma en Maupiti a 0 Ma en Mehetia, de lo que se infiere que Mehetia es la ubicación actual del punto caliente, como lo demuestra la actividad sísmica reciente. 
Maupiti, la isla más antigua de la cadena, es un volcán en escudo muy erosionado con al menos 12 flujos de lavas aa finos, que se acumularon con bastante rapidez entre 4,79 y 4,05 Ma. Bora Bora es otro volcán en escudo muy erosionado que consta de lavas basálticas acumuladas entre 3,83 y 3,1 Ma. 
Las lavas están atravesadas por diques post-escudo. Tahaa se compone de basalto en fase de escudo con una edad de 3,39 Ma, seguido de erupciones adicionales 1,2 Ma más tarde. Raiatea se compone de basalto en fase de escudo seguido de flujos de lava traquíticos posteriores al escudo, todos ellos ocurridos entre 2,75 y 2,29 Ma. Huahine consiste en dos volcanes escudo de basalto coalescentes, Huahine Nui y Huahine Iti, con varios flujos seguidos de domos de lava traquioníticos postescudo desde 3,08 a 2,06 Ma. Moorea consta de al menos 16 flujos de basalto de etapa de escudo y lavas de post-escudo de 2,15 a 1,36 Ma. Tahití consta de dos volcanes escudo de basalto, Tahití Nui y Tahití Iti, con un rango de edad de 1,67 a 0,25 Ma

### Clima

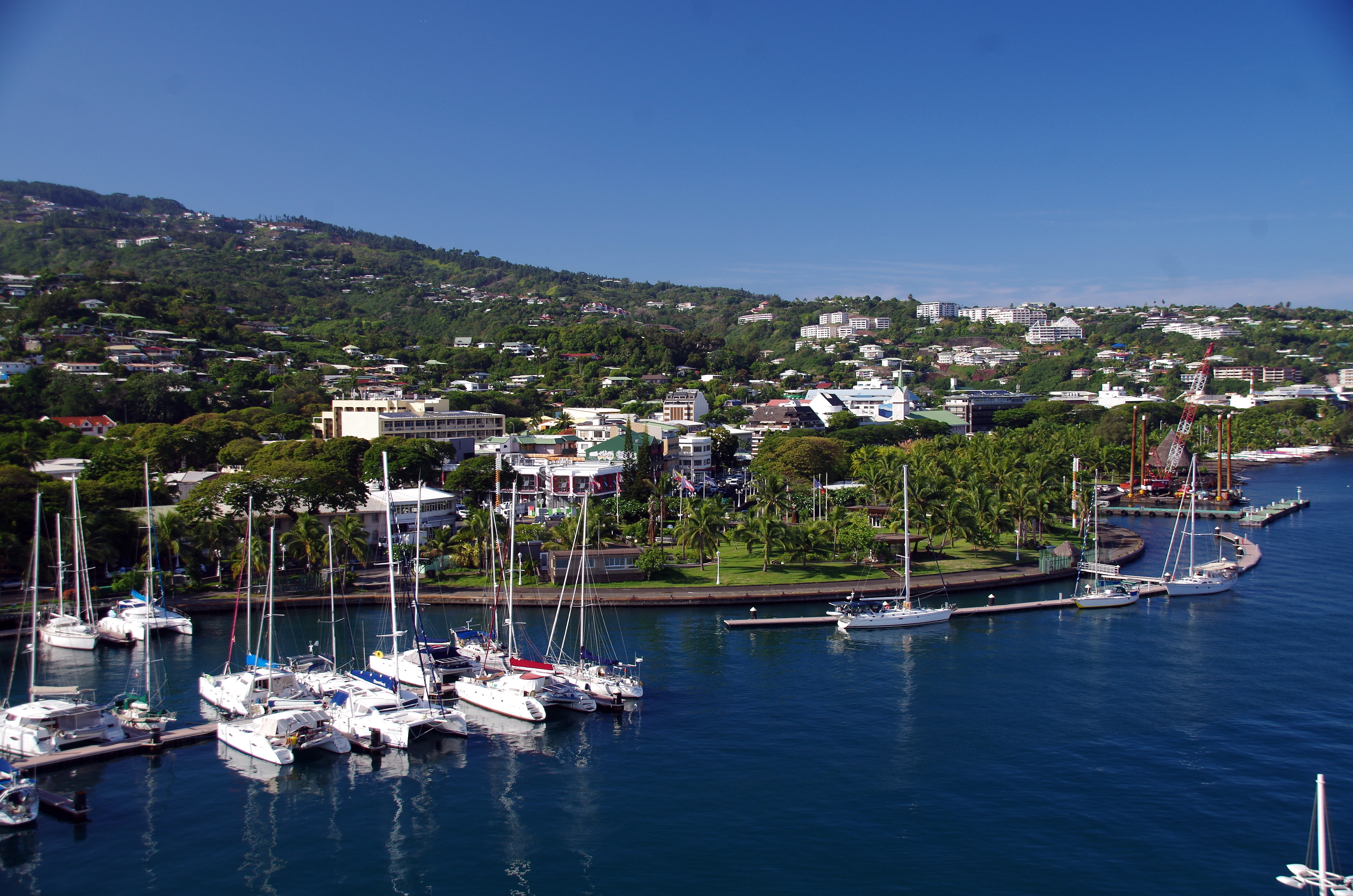
Puerto de Papeete, Tahití, Islas de la Sociedad

El clima de las islas varía entre tropical y subtropical debido a su extensión. El calor y la altísima humedad, junto con los fértiles suelos volcánicos de las islas, han creado densos bosques tropicales, en su mayoría inaccesibles. Hay dos estaciones: una cálida, que dura de noviembre a marzo, y otra más fría, de abril a octubre.
| Enero   | Febrero | Marzo   | Abril   | Mayo    | Junio   | Julio   | Agosto  | Septiembre | Octubre | Noviembre | Diciembre |
| ------- | ------- | ------- | ------- | ------- | ------- | ------- | ------- | ---------- | ------- | --------- | --------- |
| 27,0 °C | 27,1 °C | 27,4 °C | 27,1 °C | 26,4 °C | 25,2 °C | 24,7 °C | 24,6 °C | 25,0 °C    | 25,6 °C | 26,3 °C   | 26,6 °C   |

### Fauna y flora
Los bosques tropicales de la Polinesia Francesa albergan una gran variedad de animales y plantas poco comunes.

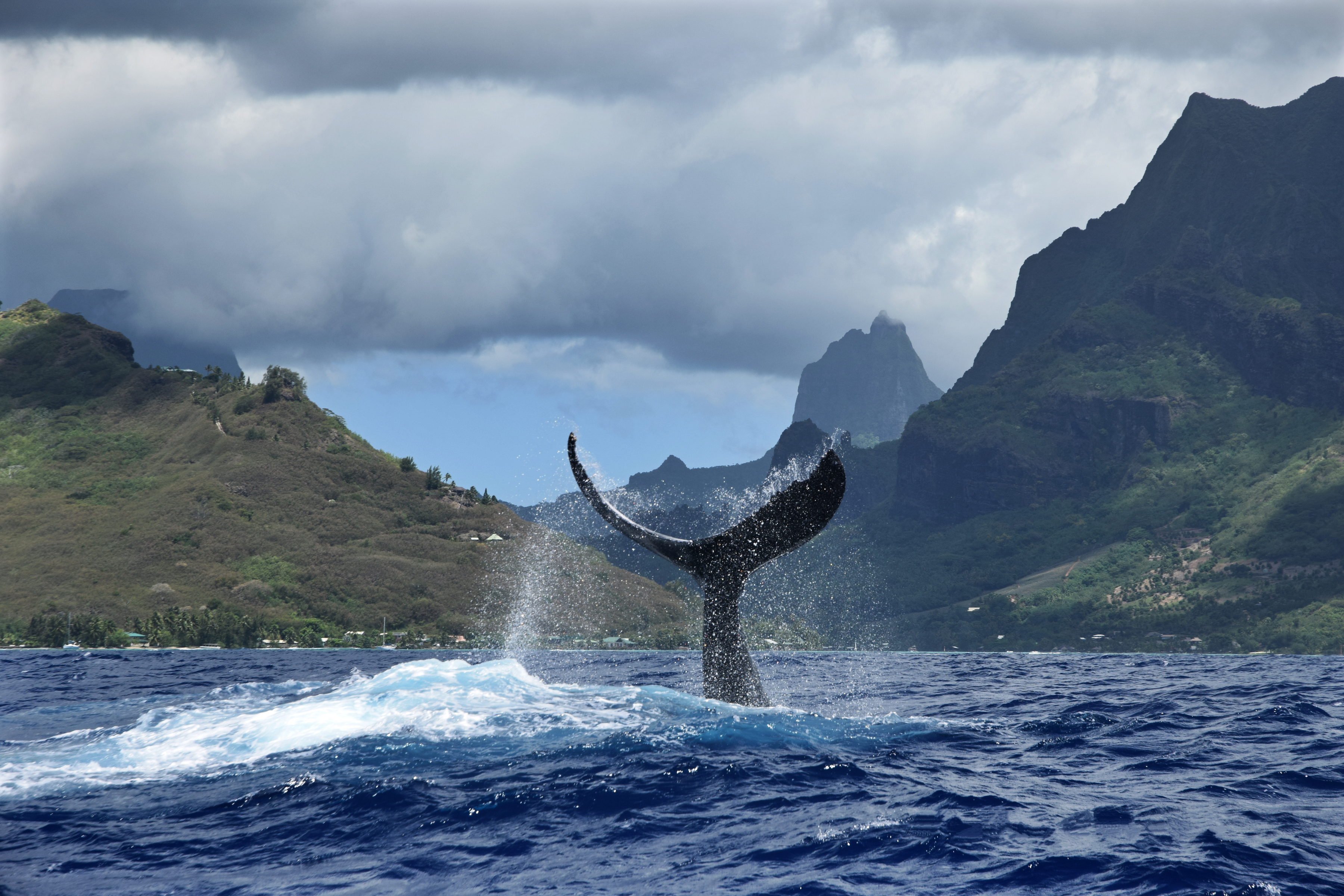
Ballena en la Bahía de Cook en la Isla de Moorea

Sobre todo, las islas son conocidas por su paisaje olfativo. El tiare de Tahití (Gardenia tahitensis), que florece exclusivamente en las Islas de la Sociedad, es una de las flores más olorosas de todas y ya está protegida.
Los atolones que rodean las islas están cubiertos de numerosos corales, alrededor de los cuales retozan los peces mariposa y payaso. Las manta rayas también residen aquí.

## Religión
La mayor parte de la población de las islas de la Sociedad profesa el cristianismo incluyendo diversas denominaciones cristianas protestantes y la Iglesia católica. Los protestantes llegaron con los primeros exploradores ingleses, mientras que los católicos se instalaron en el área primero con la llegada de los españoles y de forma permanente con el comienzo de la colonización francesa sobre la región que se consolidó a partir del establecimiento de un protectorado sobre las islas. En 1774 los españoles se había establecido en la región brevemente e instalaron un gran cruz que trajeron de sus colonias en Perú
En enero de 1775 el sacerdote Fray Jerónimo Clota celebró la primera misa católica en las islas. Los españoles no siguieron en el área debido a los continuos alzamientos en otras de sus colonias.
La reina Pōmare IV expulsó a los misioneros católicos franceses de su reino en 1836 y provocó la molestia de Francia. Entre 1838 y 1842, el comandante naval francés Abel Aubert du Petit-Thouars respondió a las quejas francesas y obligó a la reina y a los jefes tahitianos a ceder Tahití como protectorado francés. En la década de 1880 Francia anexo formalmente las islas.

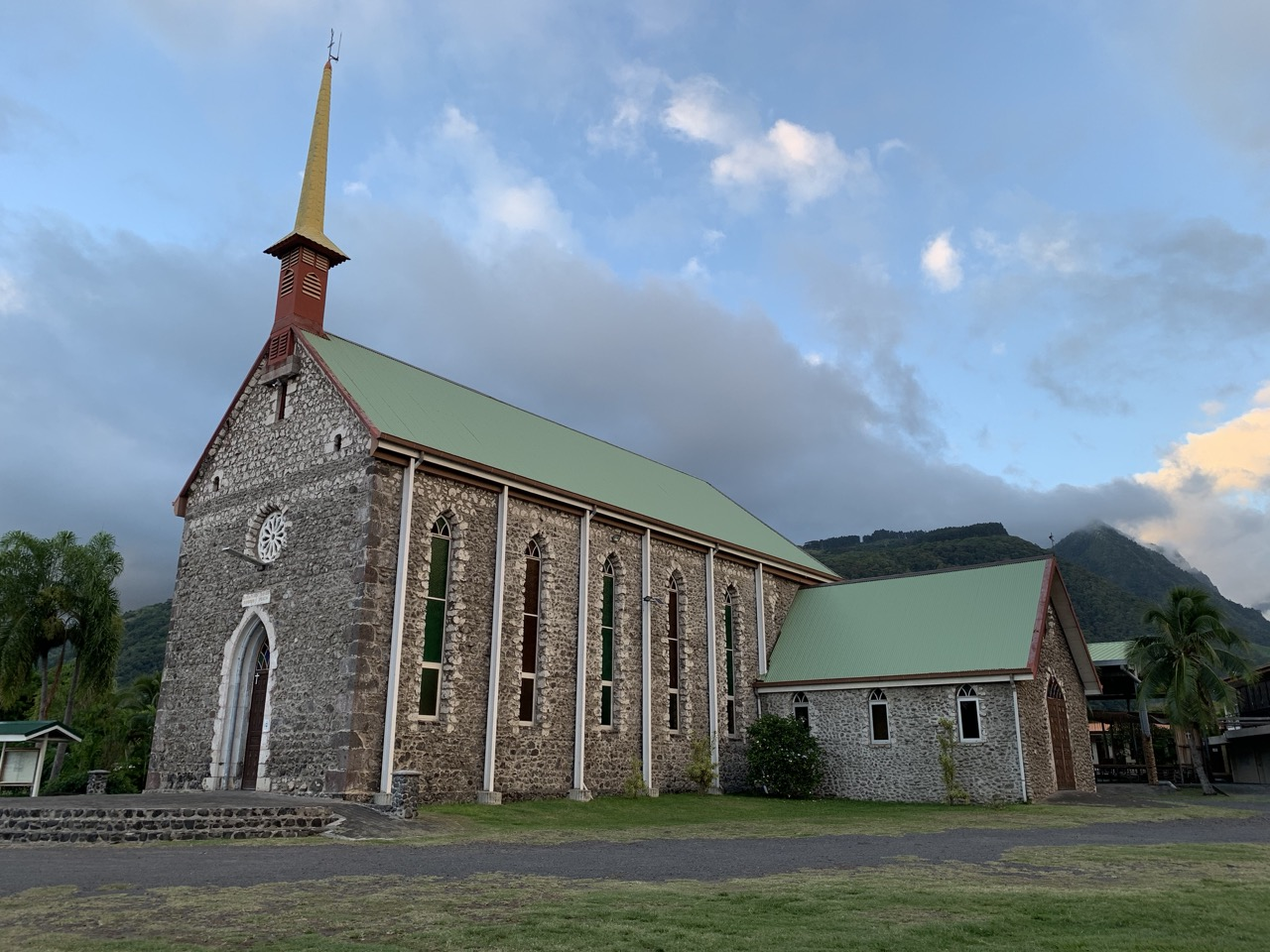
Iglesia de San Francisco Javier (Église de Saint-François-Xavier) en Paea, Tahití

En la actualidad la Iglesia católica posee al menos 45 edificios religiosos en el área todos bajo la responsabilidad eclesiástica de la Arquidiócesis metropolitana de Papeete (Archidiocèse de Papeete o Archidioecesis Papeetensis) con sede en la isla de Tahití. Destaca en la isla la Catedral de Nuestra Señora de la Inmaculada Concepción (Cathédrale Notre-Dame de l’Immaculée Conception). 
En cada isla la situación religiosa es diferente en Bora Bora por ejemplo hay más cristianos protestantes que cristianos católicos, como resultado de que los ingleses llegaron primero que los franceses a ese lugar, sin embargo en la actualidad ambos grupos realizan actos ecuménicos cristianos y convivencia de forma regular.